# Tonton Macoutes
Tonton Macoutes és el terme utilitzat per designar els homes propers al dictador d'Haití François Duvalier (Papa Doc), organitzats en forma de grups de paramilitars que donaven suport al seu règim. El seu fill i també dictador, Jean-Claude Duvalier (Baby Doc), també va fer ús d'ells per perpetuar-se en el poder. S'estima que durant la seva activitat, el Tonton Macoute va poder haver assassinat i fer desaparèixer a més de 150.000 persones, la majoria civils i opositors al règim dels Duvalier.
Duvalier pare va crear aquest cos després de sobreviure a un atemptat contra la seva vida l'any 1958, després del qual el seu govern es va tornar més repressiu i va depurar l'exèrcit per desfer-se de possibles elements hostils. El 1959, inspirat pels camises negres del feixisme italià va crear una milícia que es va conèixer com a VSN Voluntaris de la Seguretat Nacional per a protegir el seu poder fora de la capital. Els membres de la VSN van passar a ser coneguts posteriorment com els Tonton Macoute, i es van convertir d'alguna manera en l'espinada del país. Atès que aquestes milícies no rebien cap remuneració, ells mateixos inventaven els seus propis mitjans de finançament a través del crim i de l'extorsió.
El terme prové d'un conte popular haitià en el qual es amenaça els nens amb la visita de l'Home del Sac, o en creole el Tonton Macoute, tradició que es repeteix en molts llocs del món.

## Influència vudú
En els anys en què el llegendari Papa Doc liderava la resistència contra el president Paul Eugène Magloire, en companyia d'altres intel·lectuals haitians va editar un diari nacionalista: Les Griots. Fidel coneixedor i defensor del vudú, en la publicació el reivindicava com a religió i animava a la rebel·lió contra els colons americans, en una època en què el govern cremava els sagrats tambors vudú i qualsevol objecte de culte, i obligava al poble a jurar lleialtat a l'església catòlica de Roma. D'aquesta manera Papa Doc va anar guanyant-se el suport de les societats secretes tradicionals, fent servir inclús cases d'alguns houngan o bruixots com a quarter general del seu partit durant la campanya electoral de 1957.

## Organització dels Tonton Macoutes
En arribar al poder, Papa Doc va nomenar com a Comandant en Cap de la Milícia al temut bokor (bruixot) de Gonaïves, Zacharie Delva, començant al mateix temps a reivindicar el vudú com a "religió oficial" d'Haití. La seva guàrdia personal, una mena de "policia esotèrica", eren els Tonton Macoute, el nom oficial era el de Voluntaris per a la Seguretat Nacional.
Aquesta organització estava formada per diversos milers d'homes i era coneguda per les sistemàtiques i greus violacions dels Drets Humans (tortures, morts, segrestos, extorsions) contra els opositors polítics i la població civil. Eren coneguts per portar ulleres fosques i matxets llargs de tallar canya de sucre i per mostrar en llocs públics les seves víctimes per escarment de la població.
L'ús d'una extrema violència i de la superstició i bruixeria, molt estesa entre la població haitiana, va fer que existís una molt feble oposició a aquestes activitats, permetent així la continuïtat de la dictadura dels Duvalier. A això hi va ajudar, d'una banda que la població local cregués en la llegenda màgica que deia que Papa Doc era una encarnació del temible Baró Samedi, senyor dels cementiris i lloa o déu vudú, i per un altre el suport exterior dels Estats Units, el govern no volia un altre país comunista com Cuba a Amèrica Llatina.
Un dels personatges més coneguts dins dels Tonton Macoutes va ser Roger Lafontan, cap del moviment durant molts anys i mà dreta dels Duvalier.

## En l'actualitat
Després de la caiguda de Jean-Claude Duvalier, el macoutisme és utilitzat igualment per a designar tot sistema polític caracteritzat per la corrupció i que pren la violència i l'ús del terror contra l'adversari polític i la població civil.
Encara avui continua l'activitat d'aquests grups com paramilitars en defensa de màfies locals o poderosos al país.